# Europeana
Europeana е уеб портал на Европейския съюз, който обединява дигитализирани изображения на обекти, отразяващи различни аспекти от културата в ЕС.
През 2018 г. тази своеобразна електронна библиотека осигурява достъп над 58 милиона произведения на изкуството, артефакти, книги, фотографии, видео и аудио от цяла Европа. Началото на проекта е сложено официално през ноември 2008 г. Информацията е достъпна на 27 езика. За 2008 г. най-голям принос в създаването на библиотеката има Франция (50 % от дигитализираните данни), 10 % – Великобритания, 1,4 % – Испания, 1 % – Германия.
Поради големия брой посещения (10 милиона за час) сайтът се срива още през първия ден и не функционира до средата на декември 2008 година, след което отново е действащ.

## История
Началото на Europeana е поставено с писмо, изпратено от президента на Франция Жак Ширак, заедно с премиерите на Германия, Испания, Италия, Полша и Унгария, през април 2005 г., до председателя на Европейската комисия Жозе Мануел Барозу, с която държавните ръководители предлагат създаването на европейска виртуална библиотека, за да направи европейското културно наследство достъпно за всички.
Писмото насочва общественото внимание към продължилите към онзи момент едно десетилетие усилия, които Генерална дирекция „Съобщителни мрежи, съдържание и технологии“
(DG CONNECT) на Европейската комисия е ангажирала с програми като „Телематика за библиотеки“. То дава силна политическа подкрепа на стратегията на дирекцията i2010: „Съобщение относно цифровите библиотеки“, публикувана на 30 септември 2005 г. Стратегията обявява намерението да се насърчи и подкрепи създаването на европейска цифрова библиотека, като цел в рамките на Европейския съюз, която цели да насърчи растежа в информационното общество и медийните индустрии.
Проектът, който стартира изграждането на Europeana, се нарича „Европейска мрежа за цифрови библиотеки“ (European Digital Library Network – EDLnet) и е насочен към изграждането на прототип на трансгранична, мултидисциплинарна, насочена към потребителя услуга. Той се финансира от Европейската комисия в рамките на програмата eContentplus, един от потоците за финансиране на научноизследователската и развойна дейност на i2010.
Прототипът е пуснат на пазара на 20 ноември 2008 г. При стартирането на бета версията сайтът дава достъп до 4,5 милиона цифрови обекта – над 2 пъти повече от първоначалната цел – от над 1000 участващи организации, в това число световноизвестни колекции на национални библиотеки, галерии и музеи от европейските столици. Поради неочаквания интерес от потребителите (достигайки приблизително 10 милиона посещения на час), сървърите не се справят с голямото натоваване. Сайтът временно е свален и след серия от технически подобрения отново се появява през декември 2008 г. През февруари 2009 г. стартира наследникът на EDLnet – Europeana версия 1.0. Този 30-месечен проект има за цел да развие прототипа в напълно функционираща услуга. През 2010 г. проектът постига целта си да осигури достъп до над 10 милиона цифрови обекта. В началото на 2011 г. новите функции на сайта включват инструмент за превод и възможност за разширяване на търсенето чрез автоматично прехвърляне към Уикипедия и други услуги.

## Функция
Europeana предоставя достъп до различни видове съдържание от различни видове културни институции. Цифровите обекти, които потребителите могат да намерят в Europeana, не се съхраняват на централен компютър, а остават у културните институции и се намират в техните мрежи. Europeana събира контекстуална информация – или метаданни – за обектите, в това число малко изображение. Потребителите търсят тази контекстуална информация. След като намери това, което търси, потребителят може да отвори пълното съдържание на обекта, като кликне към оригиналния сайт, който го съдържа.
Различни видове организации за управление на културно наследство – библиотеки, музеи, архиви и аудиовизуални колекции – каталогизират съдържанието си по различни начини и по различни стандарти. Подходът в различните държави също варира. За да може информацията да бъде достъпна за търсене, тя трябва да бъде пренесена в един общ стандарт, известен като „Семантични елементи на Europeana“. Този стандарт за метаданни понастоящем използва най-нисък общ показател за интеграцията на различни видове цифрово съдържание. През 2010 г. e въведен т.нар. Модел за данни на Europeana, който е по-богат стандарт за метаданни, за да помогне на потребителите да получат повече и по-добра информация.
Europeana приема метаданни за цифрови обекти, но не взема решения за цифровизация. Решението за това кои обекти да бъдат цифровизирани се взима от организацията, която държи материала.

## Стратегия
В стратегическия си план за периода 2011 – 2015 г., публикуван през януари 2011 г., Europeana очертава четири стратегически посоки, които ще оформят нейното по-нататъшно развитие:
- Агрегиране – изграждане на доверен отворен източник на съдържание от европейското културно и научно наследство;
- Улесняване – подпомагане на сектора на културното и научното наследство чрез трансфер на знания, чрез иновации и застъпничество;
- Разпространение – правене на културното наследство достъпно за потребителите, където и да са, когато пожелаят;
- Ангажиране – култивиране на нови начини на участие на потребителите в тяхното културно и научно наследство.

Настоящата стратегия е за периода 2015 – 2020 г.

## Организация
„Фондация Europeana“ е лицето, което е овластено от Европейската комисия да се грижи за услугата Europeana. Фондацията се управлява от борд, съставен от представители на различни европейски организации за културно и научно наследство.
Фондацията насърчава сътрудничеството между музеи, архиви, аудиовизуални колекции и библиотеки, така че потребителите да имат интегриран достъп до тяхното съдържание чрез Europeana и други услуги.
Фондацията е учредена по нидерландското право и се помещава в Националната библиотека на Нидерландия в Хага. Тя осигурява правна рамка за управлението на Europeana, като наема служители, кандидатства за финансиране и дава възможност за устойчивост на услугата.
Изпълнителният директор на фондацията е Хари Веруенен.
„Асоциация Мрежа Europeana“ е другата основна структура в т.нар. екосистема на Europeana. Ежегодното общо събрание на членовете на мрежата избира управителния орган на асоциацията – Съвета на членовете, състоящ се от 36 представители на културните институции.
Заедно с Фондация Europeana и нейния управителен съвет, Съветът на членовете взема решение как Europeana ще популяризира и подкрепя цифровото културно наследство и какъв е ще е годишният ѝ бизнес план. Съветът на членовете също така упражнява надзор върху специалните общности на мрежата и работните групи, които са създадени да подкрепят разработването на бизнес плана и да отговорят на текущите дейности и предизвикателства, засягащи членовете на Асоциацията, и областта на цифровото наследство.

## Финансиране
Europeana и проектите, допринасящи за съдържанието на Europeana.eu, са финансирани от Европейската комисия в рамките на eContentplus, Програмата за подкрепа на политиките в областта на информационните и комуникационните технологии (ICT PSP) и подобни програми. За да участва в широк спектър от проекти, които не винаги са финансирани изцяло от Комисията, Europeana също така разчита за част от своето финансиране и на министерствата на културата и образованието на държавите членки.

## Авторско право
Europeana e част от консорциума „RightsStatements.org“, създаден в сътрудничество с Цифровата обществена библиотека на Америка (DPLA), за да разработи и публикува международни оперативно съвместими означения на авторскоправен статус, които да послужат на институциите за културно наследство (GLAMs) да означават авторскоправния статус на цифровите обекти, съответно – как може да се случва повторното им използване.
Означенията за авторскоправен статус представляват оперативно съвместим стандартизиран начин институциите за културно наследство да съобщават на обществеността как може да се осъществява повторно използване на цифрови обекти.
Означенията са базирани на 3 основни икони:
- Обект на авторскоправна закрила (In Copyright),
- Извън авторскоправна закрила (No Copyright) и
- Друго (Other)

На базата на трите основни икони са разработени 12 на брой означения, четими както от хора, така и от „машинни потребители“ (търсачки) и използващи семантичната мрежа. Те са предвидени за употреба от културни институции при публикуване на колекциите им, а не за индивиди и други организации.
Означенията за авторскоправен статус на произведение са измислени така, че да допълват Creative Commons лицензите и инструментите за означаване на обществено достояние.
Цифровата публична библиотека на Америка и Европеана заедно етикетират над 27 милиона цифрови обекти на културно наследство. Консорциумът включва също членове от Канада (Национална стратегия за цифровизация на наследството), Индия (NDLI) и Австралия (Trove).